# 橡膠樹
橡膠樹（学名：Hevea brasiliensis），又稱為巴西橡膠樹、巴西護謨樹、帕拉橡胶树或三叶橡胶树，是大戟科橡膠樹屬的一種喬木，其樹汁是天然橡膠最主要來源。木材亦可製作家具。
原產於南美洲亞馬遜森林，印第安人称橡膠樹为“cahuchu”或“caoutchou”，意为“流泪之树”。在已知的产胶植物中，橡胶树产胶量最高, 品质最好，当前全球99%以上的天然橡胶均来源于该树。

## 栽植
在1900年之前，人类使用的天然橡胶几乎完全依赖于野生采集:xxii,329。1873年，英国皇家植物园（邱园）尝试将橡胶树种子和幼苗引入东南亚，但初期尝试均未成功。直到1876年，亨利·魏克汉从巴西收集了约7万粒橡胶树种子，送往邱园并成功发芽约2899株。这些幼苗被运往锡兰（今斯里兰卡）、新加坡及爪哇等地，其中部分种苗在新加坡成功栽培并传播至马来西亚，形成广泛种植的魏克汉品种。1904年，云南干崖土司刀安仁从新加坡购买了7000株橡胶苗，种植在今德宏州盈江县新城乡内，至今仍有一棵存活。
在野外，橡膠樹可以生長至44。雖然樹幹各部分皆有網狀組織的乳膠導管產出黃色或白色的乳膠，但是主幹接近形成層的韌皮部是乳膠導管最密集的部分。主幹韌皮部富含乳膠導管的部分約2至3公分厚、13公尺高，呈逆時針螺旋和水平有30°傾斜。橡膠樹四季都產膠，冬季時雖然橡膠樹會落葉，但橡膠產量不會明顯減少。一般而言，東南亞產地2至4月為大減產期（大乾燥期），5至7月為大增產期（小雨期），10月為減產期（乾燥期），11月至次年1月為增產期。
橡膠樹傾向生長於排水良好、偏酸性、多砂、無強風的黏土平地之上，1000公尺以上的高山則不利生長，因此高度不高卻平坦的台地是橡膠樹主要的生長區域，例如馬來西亞西側的膠錫地帶（橡胶和锡矿产地）就有不少這種地形。緯度15度以內的熱帶地方為橡膠樹之理想栽培地。橡膠樹對空氣中濕度需求甚高，約80%左右。每年2000小時，每天6小時的日照也對橡膠樹的生長有所幫助。
在人工栽植的時候，橡膠樹多被修剪成粗壯樹幹、頂葉稀疏的樣子，並維持在24公尺的矮小高度以方便維護和採膠。以產膠為目的大規模栽植時，種植區域必須考慮是否有充沛的勞力支持生產，以及對加工廠交通便捷的與否。
橡膠樹必須被種植在高溫多雨的地區，霜害對橡膠樹的影響很嚴重，若是一個橡膠園遭受霜害侵擾，其產出的乳膠都會變脆、變得易碎。

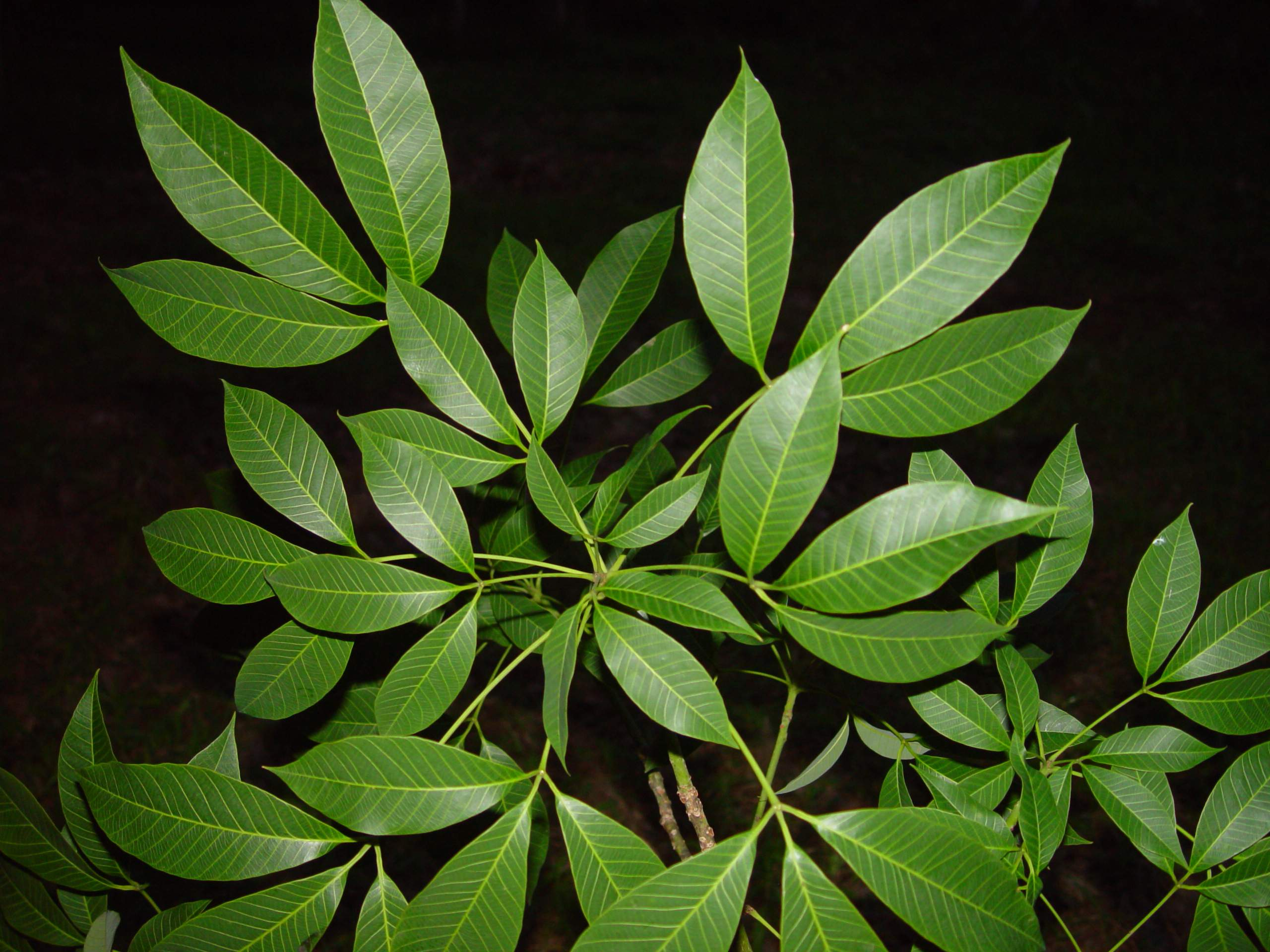
葉
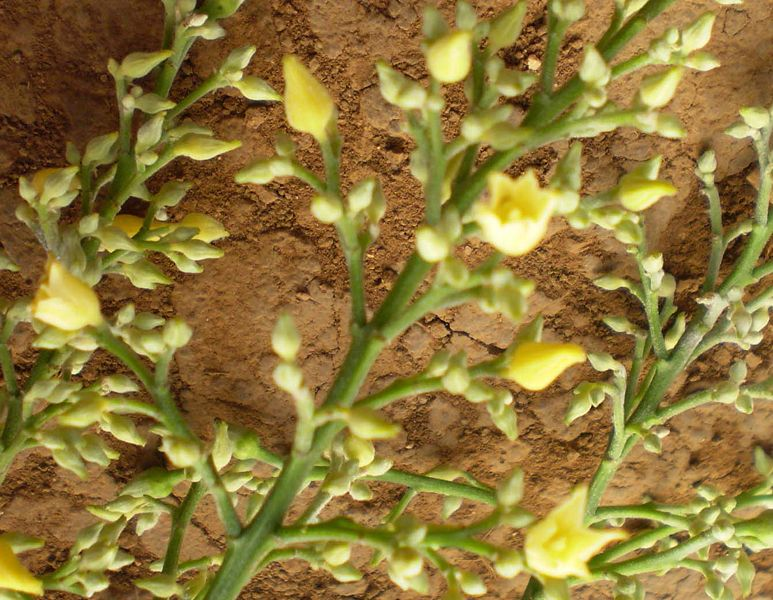
花
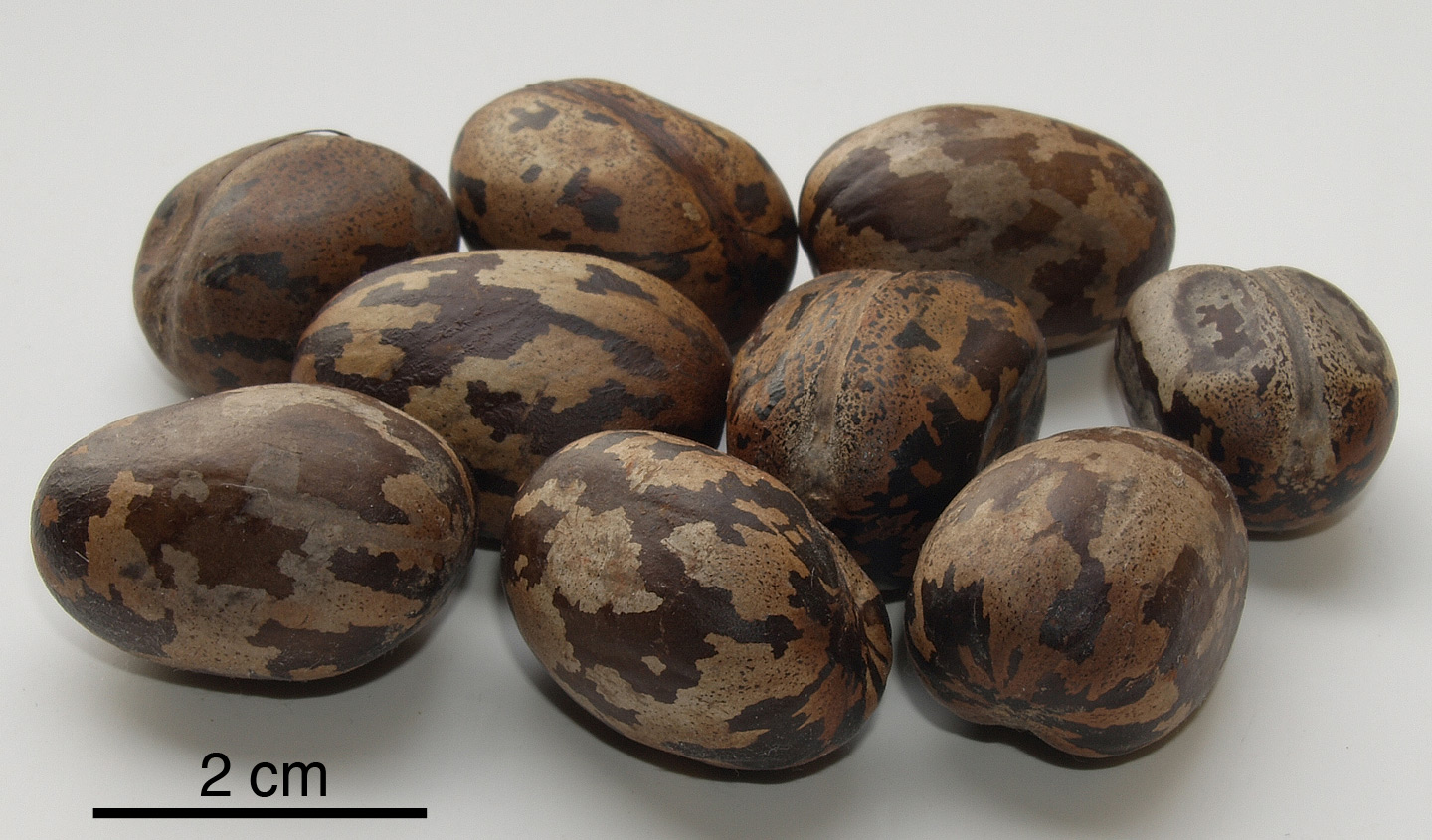
種子
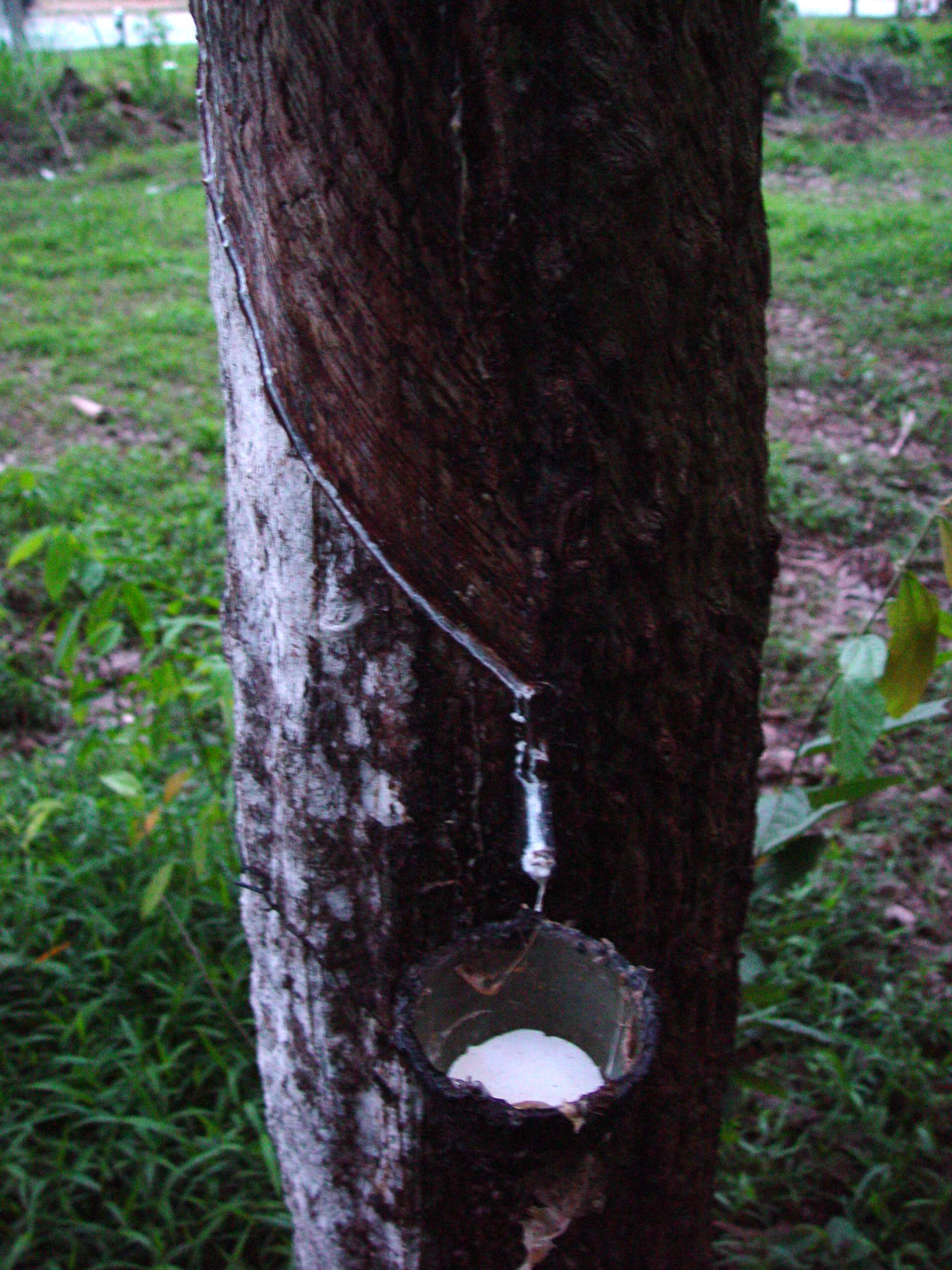
採集橡膠
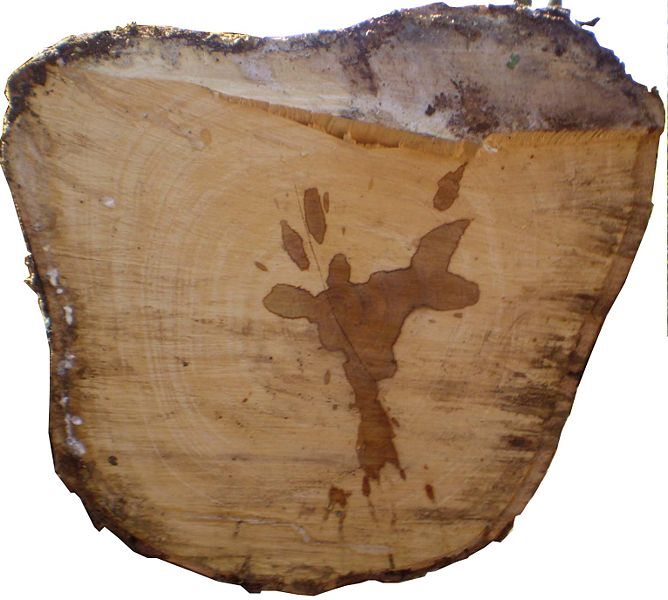
木材
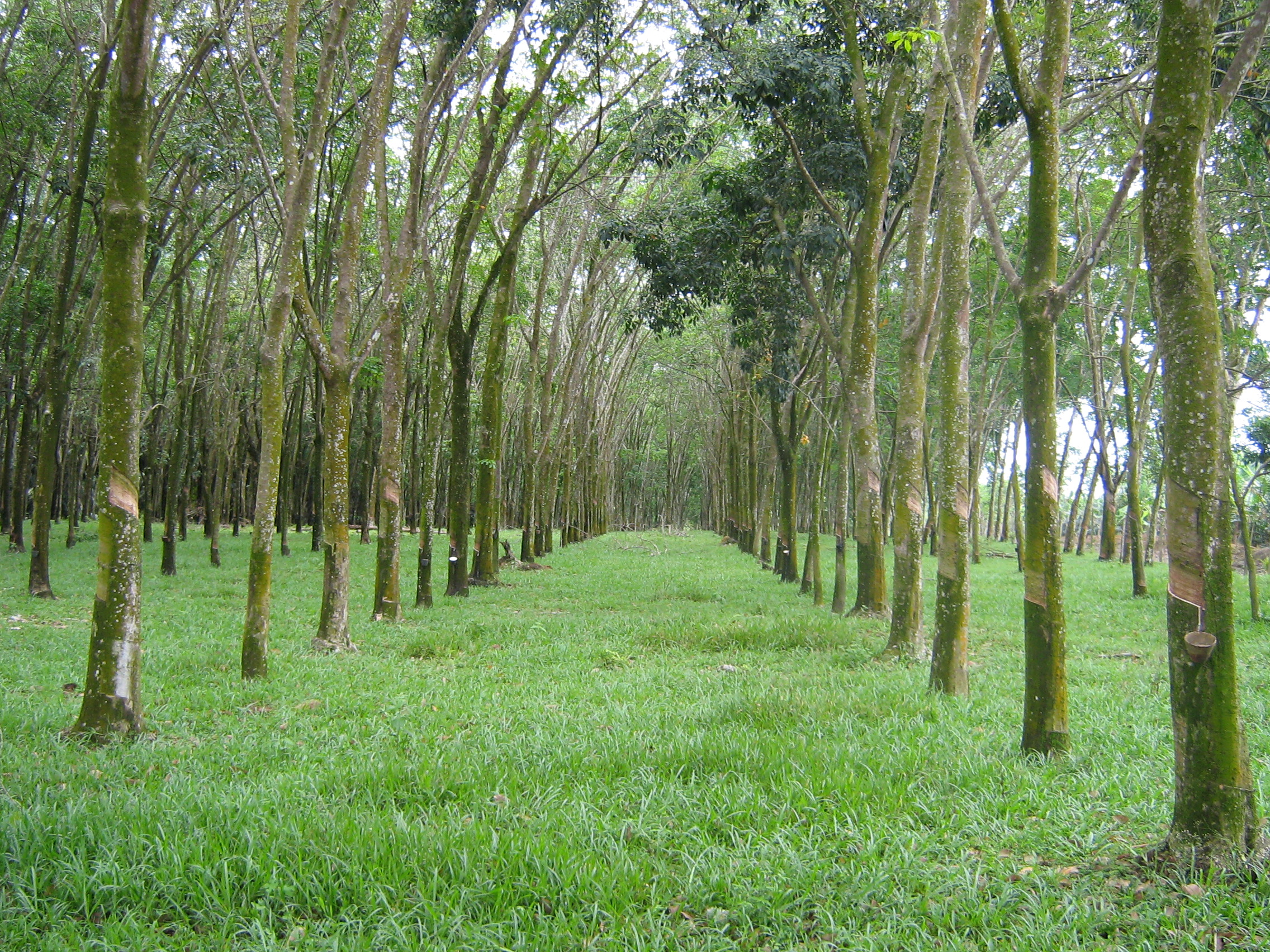
橡膠栽種園

## 種子
在柬埔寨及部分有種植三葉橡膠樹的地區，三葉橡膠樹的種子被拿來餵食家畜。三葉橡膠樹的種子具有不錯的營養價值，在弱酸性的環境下或酵素作用下可以使其內含的糖苷釋放出氰化氫。
三葉橡膠樹的種子可以萃取出其種子油，晚近的分析指出種子油具有下列脂肪酸：
| 脂肪酸   | 命名  | 百分比 |
| -------- | ----- | ------ |
| 棕櫚酸   | C16:0 | 10.2 % |
| 硬脂酸   | C18:0 | 8.7 %  |
| 油酸     | C18:1 | 24.6 % |
| 亞油酸   | C18:2 | 39.6 % |
| α-亞麻酸 | C18:3 | 16.3 % |

## 環境影響
農務上使用了大量的三氧化二砷為農藥以防止昆蟲、細菌、真菌的危害，但是殘留的砷毒對環境問題留下了不少疑慮，這種情況在泰国格外嚴重。

## 病害
橡胶树的病害种类超过90种。常见的主要病害包括白粉病、炭疽病、拟盘多毛孢落叶病、割面条溃疡病、绯腐病、南美叶疫病、棒孢霉落叶病、死皮病、红根病、褐根病及白根病等。

## 橡胶种植业
19世纪末至20世纪初，橡胶树种植从实验阶段走向商业化。汽车工业的繁荣带动了橡胶需求的激增，促使天然橡胶价格大幅上涨，当时巴西垄断了天然橡胶供应。1907-1913年, 美国橡胶公司在苏门答腊创立了当时世界上最大的橡胶种植园, 面积达到30735公顷；1910-1925年, 法国米其林公司在越南购买了14500公顷土地种植橡胶树。非洲和南美国家也纷纷开始种植橡胶树, 比利时殖民地刚果地区的天然橡胶产量于1908年达到7.5万吨。1932年, 南美的橡胶种植业达到顶峰, 其中仅美国汽车大亨亨利·福特一人就在巴西拥有3000公顷以上的橡胶林。
1900年前后, 南美橡胶树爆发南美叶疫病，使得当地橡胶种植业遭受毁灭性打击， 到1940年巴西橡胶产量仅占全球产量的1.3%。而在东南亚，种植园面积迅速扩大，成为全球天然橡胶的主要供应地。目前亚洲是全球最大的天然橡胶产区，产量占全球的90%以上。
1877年，新加坡植物园园长亨利·尼古拉斯·里德利发明了连续割胶法，显著减少了树皮损伤，延长了橡胶树的经济寿命。1916年，无性繁殖技术芽接法的发明，使高产橡胶树的性状得以有效保存与扩展，为现代橡胶树育种奠定了基础:34-44。1970年代，乙烯利作为割胶刺激剂的应用大幅提高了橡胶产量，进一步推动了种植园的生产效率提升。

## 扩展阅读
- 維基物種上的相關：橡胶树
- 農委會對台灣是否適合種植橡膠樹的評估[永久]
- POS Pilot Plant Corp. . POS Pilot Plant Corp., Saskatoon, SK, CA. 1999.